# Fury 325
Fury 325 ist eine Stahlachterbahn vom Modell Hyper Coaster des Herstellers Bolliger & Mabillard, die am 28. März 2015 im US-amerikanischen Freizeitpark Carowinds (Charlotte, North Carolina) eröffnet wurde. Mit einer Höhe von 99 Metern ist sie zurzeit weltweit der höchste Gigacoaster mit herkömmlichem Kettenlift. Aufgrund dieser Höhe werden die Züge auf der 2012 Meter langen Strecke auf eine Höchstgeschwindigkeit von 153 km/h beschleunigt. Am 30. Januar 2015 wurde das letzte Schienenelement eingesetzt und am 4. März begann die Testphase mit der ersten Fahrt. Die Eröffnung der Bahn fand am 28. März 2015 statt.
Die Zahl 325 im Namen der Bahn bezieht sich auf ihre Höhe, weil die Bahn 325 Fuß hoch ist. (1 Fuß = 0,3048 m)

## Züge
Auf Fury 325 kommen drei Züge mit jeweils acht Wagen zum Einsatz. Jeder Wagen verfügt über eine Sitzreihe mit vier Sitzplätzen, sodass ein Zug 32 Fahrgästen Platz bietet. Als Rückhaltesystem kommen Schoßbügel zum Einsatz. Die Fahrgäste müssen mindestens 1,37 m groß sein, um mitfahren zu dürfen.

## Auszeichnungen
Die Bahn erhielt die Golden Ticket Awards 2019, 2021, 2022 und 2023 der Fachzeitschrift AmusementToday in der Rubrik Beste Stahlachterbahn.

## Zwischenfälle
Am 30. Juni 2023 filmte eine in der Warteschlange befindliche Person einen Stützpfeiler mit einer deutlich sichtbaren Bruchstelle. Beim Vorbeifahren der Wagen bewegten sich die Schienen deutlich sichtbar. Das Video wurde an den Parkbetreiber und an die Feuerwehr weitergeleitet. Daraufhin wurde die Achterbahn geschlossen.